# Eva Brandes
Eva Brandes (* 7. April 1938 in Leipzig) ist eine deutsche Pädagogin, die von 1974 bis 2002 an der Fachhochschule Hamburg lehrte. Sie wirkte insbesondere im Bereich der Spiel- und Theaterpädagogik. Von 1986 bis 1987 saß sie als Abgeordnete für die „Grün-Alternative Liste“ (GAL) in der Hamburgischen Bürgerschaft.

## Leben und Wirken
Eva Brandes wuchs in Berlin auf. Sie studierte zuerst Schauspiel und später Pädagogik, Germanistik, Kunst und Geschichte an der dortigen Pädagogischen Hochschule. Von 1962 bis 1964 arbeitete sie als Schauspielerin und von 1968 bis 1974 als Lehrerin. Danach war sie für die Freie und Hansestadt Hamburg tätig. Sie lehrte ab 1974 als Professorin für Erziehungswissenschaften und Spielpädagogik am Fachbereich Sozialpädagogik der Fachhochschule Hamburg. Dort baute sie die Studienschwerpunkte „Freizeit und Kulturarbeit“ und „Ästhetik und Kommunikation“ auf. Gemeinsam mit dem Theaterpädagogen Hans-Wolfgang Nickel entwickelte sie an der Pädagogischen Hochschule Berlin ein Curriculum der Spiel- und Theaterpädagogik. Ihr 1978 erschienener und danach weiterentwickelter „Entwurf eines Curriculums für Spielpädagogik“ gilt als Vorläufer zahlreicher Curricula im Bereich der Spiel- und Theaterpädagogik.
Brandes arbeitete mit freien und Amateurtheatergruppen und war an verschiedenen Bühnenaufführungen und Festivals beteiligt. Dazu gehörte insbesondere das Amateurtheater-Festival Recklinghausen, an dem sie viele Jahre als Programmgestalterin und Dozentin mitwirkte.
Ab 1975 engagierte Brandes sich in verschiedenen Initiativen der Friedens- und Frauenbewegung. Sie gehörte der „Gemeinsamen Kommission Frauenforschung/Frauenstudien“ der Hamburger Universität, Hochschule für Wirtschaft und Politik und Fachhochschule Hamburg an. 1985 trat sie der GAL bei und wurde im November des Folgejahres in die 12. Hamburgische Bürgerschaft gewählt. Dort gehörte Brandes mit zwölf weiteren Abgeordneten zur ersten reinen Frauenfraktion der GAL. Der Schwerpunkt ihrer politischen Arbeit lag im Hochschulbereich. Bereits im Mai 1987 wurde die Bürgerschaft jedoch nach gescheiterten Koalitionsverhandlungen erneut gewählt. Brandes verlor dadurch ihr Mandat und trat aus der GAL aus. Danach war sie für die Gewerkschaft Erziehung und Wissenschaft und im Personalrat der Fachhochschule Hamburg tätig.
Brandes arbeitete bis zu ihrer Pensionierung 2002 als Hochschullehrerin. Sie lebt in Brockhöfe bei Uelzen.
Ihr Vorlass befindet sich im Deutschen Archiv für Theaterpädagogik (DATP).

## Publikationen
- Beiträge zu einer Interaktions- und Theaterpädagogik. Aus Referaten und Diskussionen anlässlich der Musischen Wochen 1970 ausgewählt von Eva Brandes und Hans-Wolfgang Nickel, Pädagogisches Zentrum, Berlin, 1971.
- Zum Aufbau von Spielketten. In: Hans-Wolfgang Nickel: Spiel, Theater, Interaktionspädagogik: Versuch einer praxisbezogenen Systematik der Spielformen. Landesarbeitsgemeinschaft für Spiel und Amateurtheater e.V. Nordrhein-Westfalen, Recklinghausen 1976.
- Methodik der Spielerziehung: eine Einführung in spielpädagogisches Denken. Landesarbeitsgemeinschaft für Spiel und Amateurtheater e.V. Nordrhein-Westfalen, Recklinghausen 1978.
- Entwurf eines Curriculums für 'Spielpädagogik' in der Fachrichtung Sozialwesen (SP/SA) an den Fachhochschulen. (= Spiel in der Diskussion. 1978/3) Landesarbeitsgemeinschaft für Spiel und Amateurtheater in Nordrhein-Westfalen e.V, Recklinghausen 1978.
- Curriculum für eine Spielleiterausbildung: auf der Grundlage einer begleitenden Untersuchung von Kursen zur Spielpädagogik. Landesarbeitsgemeinschaft für Spiel und Amateurtheater e.V. Nordrhein-Westfalen, Recklinghausen 1979.
- Hans-Wolfgang Nickel: Rollenspielbuch : Theorie und Praxis des Rollenspiels. Mit Beiträgen von Eva Brandes. Landesarbeitsgemeinschaft für Spiel und Amateurtheater e.V. Nordrhein-Westfalen, Recklinghausen 1979.